# Pierre Schoeller
Pierre Schoeller (* 1961 a París) és un guionista i director de cinema francès.

## Vida
Schoeller va estudiar cinema a l'École Louis-Lumière de París del 1982 al 1984 i després va estudiar guió a La Fémis. A partir de 1995 va treballar com a guionista, principalment per a televisió i curtmetratges, però també va escriure el guió pel llargmetratge Quand tu descendras du ciel de 2003. Va debutar al llargmetratge com a director l'any 2003 amb la pel·lícula de televisió Zéro défaut feta per a arte. El 2008 va seguir el seu primer llargmetratge Versalles, sobre un jove vagabund que de sobte ha de cuidar un nen petit. Guillaume Depardieu, que va morir l'octubre de 2008, va interpretar un dels seus últims papers a Versalles. Per Versalles, Schoeller va rebre, entre altres coses, una nominació als Premis César.
Amb la seva següent pel·lícula L'Exercice de l'État Schoeller va guanyar el Prix du Syndicat Français de la Critique el 2012. El drama polític va rebre tres premis al 37a cerimònia dels Premis César al millor actor secundari Michel Blanc, guió i so originals, i va ser nominat a vuit Césars més, inclòs el de música de cinema. El nominat era Philippe Schoeller, germà de Schoeller, qui també va aportar la música de cinema de Versalles de Schoeller i la pel·lícula de televisió Les Anonymes.

## Filmografia

### Com a guionista

#### Televisió
- 1991 : Les Carnassiers
- 1998 : De père en fils
- 2001 : À bicyclette
- 2005 : Carmen
- 2013 : Les Anonymes - Ùn' pienghjite micca
- 2014 : Le Temps perdu (documental)[3]

#### Cinema
Com a director
- 1992 : Deux amis, prélude (curtmetratge)
- 2003 : Zéro défaut
- 2008 : Versailles
- 2011 : L'Exercice de l'État
- 2018 : Un peuple et son roi
- 2024 : Rembrandt[4]

Guionista
- 1989 : Un amour de trop de Franck Landron
- 2001 : L'Afrance d'Alain Gomis
- 2003 : Quand tu descendras du ciel d'Éric Guirado
- 2006 : De particulier à particulier de Brice Cauvin

## Distincions

### Premis
- XXIX edició de la Mostra de València: Palmera de Plata per Versailles[5]
- Festival de Cinema Francòfon d'Angoulême 2011: Valois a la millor direcció per L'Exercice de l'Etat
- Festival Internacional de Cinema Francòfon de Namur 2011: Bayard d'Or al Millor Guió per L'Exercice de l'Etat
- 37a cerimònia dels Premis César: César al millor guió original per L'Exercice de l'Etat
- Magritte du cinéma 2013: Magritte a la millor pel·lícula estrangera en coproducció per L'Exercice de l'Etat
- Fipa d'or 2013: Premi Jérôme Minet per Les Anonymes

### Nominació
- 37a cerimònia dels Premis César : César al millor director per L'Exercice de l'État